# 운창
운창(云敞, ? ~ ?)은 전한 말기 ~ 신나라의 관료로, 자는 유유(幼孺)이며 우부풍 평릉현(平陵縣) 사람이다.

## 생애
오장의 밑에서 수학하였다.
평제를 옹립한 왕망은 평제의 생모 위씨(衛氏)와 그 일족을 장안에 데려오지 않고 중산나라에 머무르게 하였는데, 이에 오장은 위씨가 장안에 오게끔 왕우·여관과 함께 모의하였다. 여관이 먼저 왕망의 집에 몰래 피를 끼얹고, 왕망이 이를 발견하였을 때 오장이 위씨를 장안에 들여야 하는 징조라고 해석하기로 하였는데, 여관이 문지기에 들키는 바람에 모의가 발각되고 말았다. 왕망은 연루된 자들을 모두 숙청하였고, 오장은 요참에 처하고 동시(東市)에서 시체가 찢겼다.
오장은 당대에 명성이 드높았던 유학자로, 거느린 제자만 천여 명이나 되었다. 왕망은 제자들을 감금하여 임관을 막았고, 이에 제자들은 다른 사람을 스승으로 삼고 자신이 오장의 제자였음을 숨기고 다녔다. 이때 운창은 대사도연(大司徒掾)을 지내고 있었는데, 자신이 오장의 제자임을 밝히고는 오장의 시체를 거두어 관을 짜고 장사지냈다. 거기장군 왕순은 운창의 절개를 난포에 견주었고, 운창은 왕순의 천거로 중랑(中郞)·간대부(諫大夫)를 지냈다.
신나라가 건국된 후, 운창은 태사(太師)가
된 왕순의 천거를 재차 받았으나, 병으로 면직되었다. 다시 당림의 천거로 노군대윤이 되었고, 신나라 멸망 후 경시제의 부름을 받아 어사대부가 되었으나, 다시 병으로 관직에서 물러나고 집에서 죽었다.

## 출전
- 반고, 《한서》 권67 양호주매운전